# 진화 (고려)
진화(陳澕)는 고려의 문신이다. 본관은 여양(驪陽)이며, 진준(陳俊)의 손자이다. 호(號)는 매호(梅湖).
1200년(신종(神宗) 3년)  예빈경(禮賓卿) 고영중(高瑩中)이 주관한 국자감시(國子監試) 시부(詩賦)에서 1등으로 합격하였고, 지공거 임유(任濡)와 동지공거 백광신(白光臣)이 관장한 문과에 급제하여 내시(內侍)에 보직되었다. 
1209년(희종 5) 국학학정(國學學正)이 되었고, 1213년(강종 2) 직한림원(直翰林院)이 되었다.
1215년(고종 2)에 최충헌이 이규보(李奎報)·진화(陳澕)·혜문(惠文)을 불러 함께 관기시(觀碁詩) 40여 운(韻)을 짓게 하였는데, 한림승지(翰林承旨) 금의(琴儀)로 하여금 고열(考閱)하게 하니 이규보가 수석이었고 진화가 차석이었다. 「한림별곡(翰林別曲)」에서 "이정언(李正言) 진한림(陳翰林) 쌍운주필(雙韻走筆)"이라 기록되어 있다.
우사간(右司諫)·지제고(知制誥)를 지내고, 지공주사(知公州事)로 재직 중에 졸하였다.

## 가족
- 조부 : 진준(陳俊)
  - 부 : 진광수(陳光脩)
    - 형 : 진담(陳湛)
    - 형 : 진식(陳湜)
    - 형 : 진온(陳溫)
      - 아들 : 진영헌(陳令獻)

## 묘지
진화 묘(陳澕 墓)는 경기도 용인시 처인구 남사읍 원암리에 있다. 1992년 10월 12일 용인시의 향토유적 제31호로 지정되었다.